# Gunungiella navadachi
Gunungiella navadachi är en nattsländeart som beskrevs av Schmid 1968. Gunungiella navadachi ingår i släktet Gunungiella och familjen stengömmenattsländor. Inga underarter finns listade i Catalogue of Life.